# ارنست رودين
إرنست رودين (19 أبريل 1874 في سانت غالن - 22 أكتوبر 1952) سويسري ألماني الطبيب النفسي وعللم وراثة واختصاصي تحسين النسل ونازي. صعد إلى الصدارة في عهد إميل كريبيلين وتولي إدارت ما يسمى الآن معهد ماكس بلانك للطب النفسي في ميونيخ. على الرغم من أنه كان له الفضل كرائد في دراسات الميراث النفسي، فقد طالب أيضًا بتصميم وتعقيم وتمويل عمليات التعقيم الشامل والقتل السريري للبالغين والأطفال.